# Entella stegmanni
Entella stegmanni är en bönsyrseart som beskrevs av Rehn 1914. Entella stegmanni ingår i släktet Entella och familjen Mantidae. Inga underarter finns listade i Catalogue of Life.